# Len Small
Lennington Small, född 16 juni 1862 i Kankakee County, Illinois, död 17 maj 1936 i Kankakee County, Illinois, var en amerikansk republikansk politiker. Han var guvernör i delstaten Illinois 1921–1929.
Han studerade vid Northern Indiana Normal School (numera Valparaiso University). Han var ledamot av delstatens senat i Illinois 1901–1903.
Som guvernör profilerade han sig inom transportpolitiken. Illinois hade på 1920-talet det mest utvecklade vägnätet i hela USA. Han benådade tjugo fängslade medlemmar av Communist Labor Party.
Smalls grav finns på Mound Grove Cemetery i Kankakee.